# Кунг-фу панда
„Кунг-фу панда“ (на английски: Kung Fu Panda) е американска компютърна анимация, продуциран от DreamWorks Animation и се разпространява от Парамаунт Пикчърс. Режисиран от Марк Осбърн и Джон Стивънсън по сюжета на Итън Рейф и Сайръс Ворис. Филмът излиза на екран от 6 юни 2008 г. Има и продължение – „Кунг-фу панда 2“